# La cumparsita (película de 1947)
La cumparsita es una película argentina en blanco y negro dirigida por Antonio Momplet sobre guion de Alejandro Verbitsky y Emilio Villalba Welsh que se estrenó el 20 de agosto de 1947 y que tuvo como protagonistas a Nelly Darén, Aída Alberti, José Olarra y Hugo del Carril.

## Sinopsis
Un periodista y cantor de tangos es enviado a la zona de guerra en 1916 y allí pierde la memoria.

## Reparto
- Aída Alberti ... Susana
- Carlos Castro ... Ñato
- Max Citelli
- Chela Cordero
- Nelly Darén ... Luisa
- Hugo del Carril ... Ricardo Galván / Pablo
- Florindo Ferrario ... Felipe
- Felisa Mary ... Tía Remedios
- José Olarra ... Don Martín
- Maruja Pais
- Carlos Rivas
- Ernesto Vilches

## Comentarios
Para La Prensa el filme tiene como mayor y mejor motivo de atracción la parte musical. 
La Razón consideró que la película ha abusado de la fórmula común para esta clase de asuntos, un pretexto para recordar viejos tangos, y Crítica halló en el filme gracia directa de simple factura, pero que halla siempre el eco buscado.